# Крушунска бигорна каскада
Крушу̀нски водопа̀ди (Крушунска бигорна каскада) – поредица от водопади в близост до село Крушуна, Община Летница, Област Ловеч, Северна България. Намират се на 8 км южно от град Летница, на 1 км южно от село Крушуна и са известни със своята живописност. Водопадите представляват дълга травертинова (бигорна) каскада, отделните стъпала на която са самите водопади. 

## География
Крушунските водопади се намират на северния склон на Деветашкото плато в средния Предбалкан. Каскадата се образувала по протежение на река Пройновска извираща от Крушунската пещера. Първият и най-голям водопад от каскадата е 15-метровият Пръскалото, който заедно със следващите ненаименувани по-малки водопади, носят общото название Крушунски водопади. 
Цялото Деветашко плато е богато на карстови образувания. В непосредствена близост до водопадите се намират множество пещери някои от които са Маарата, Урушка Маара, Бонинска пещера и др. На 15 км западно се намира известната Деветашка пещера.

## Туризъм
Туристическата пътека започва от около половин километър южно от селото и до нея се достига по път около който има възможности за паркиране. Туристическата пътека криволичи нагоре срещу течението на реката и накрая достига до първия и най-голям водопад от каскадата – Пръскалото и пещерата, от която извира реката. Има множество мостове, позволяващи на туристите да разгледат местността.

## История
През 13-14 век на това място се е намирала Крушунската обител на монаси-исихасти, за което свидетелстват и запазените скални ниши и килии.

## Инцидент
На 6 ноември 2015 г., в резултат на срутване на скална маса край пътеката до водопадите, загиват 45-годишната българка Катя Павлова и 57-годишният английски турист Йън Джонсън. Пострада и 42-годишна жена от Плевен. Отиват заедно на водопадите и докато минават по едно от мостчетата, около 200 куб. метра земна маса се срутва и ги засипва. Трябвали са 2 дни, за да бъде разчистена пътеката и да бъдат открити телата на двете жертви. Окръжната прокуратура в Ловеч образува досъдебно производство във връзка с инцидента. След 5 години, през ноември 2020 г., Върховният касационен съд (ВКС) осъжда община Летница да плати 100 000 лв. обезщетение на близките, заради срутването, като приема, че събитието не е непреодолима сила и местната власт трябва да понесе отговорност за него. 

## Други
На Крушунските водопади е наречена улица в квартал „Димитър Миленков“ в София (Карта).

## Галерия
- Крушунски водопади